# Paragordius tricuspidatus
Paragordius tricuspidatus är en tagelmaskart som först beskrevs av Dufour 1828.  Paragordius tricuspidatus ingår i släktet Paragordius och familjen Chordodidae. Inga underarter finns listade i Catalogue of Life.